# Сикорски S-42
Sikorsky S-42 е първият презокеански самолет-амфибия („летяща лодка“), създаден от американското конструкторското бюро Sikorsky Aircraft през 1934 г., разработена за Pan American World Airways (Pan Am) през 1931 г. Прототипът излита за първи път на 29 март 1934 г. и в периода на разработване и изпитателни полети, които последват, бързо установява десет световни рекорда по съотношение полезен товар към височина. „Flying Clipper“ и „Pan Am Clipper“ са други имена на S-42.
Общо са построени десет S-42, летящи за Pan American Airways, произведени от Vought-Sikorsky, авиационното подразделение на United Aircraft Corporation в Стратфорд (Кънектикът). Прототипът излита за първи път на 30 март 1934 г.
S-42 Pan Am Clipper следва маршрут от западното крайбрежие на САЩ до Китай, извършвайки първия проучвателен полет от Аламеда, Калифорния до Пърл Харбър, Хавай през април 1935 г.
Според Игор Сикорски, „По-късно друг Pan American S-42 откри най-дългата презокеанска авиолиния в света от Сан Франциско до Нова Зеландия. Накрая през юли 1937 г. друг S-42 Clipper направи първото редовно въздушно прелитане на Северния Атлантически океан, започвайки от Съединените щати, летейки първо до Англия по северния маршрут, а след това до Португалия по маршрута Бермуди – Азорски острови.“